# Carl Newell Jackson
Carl Newell Jackson (* 23. Oktober 1875 in East Saugus; † 14. Oktober 1946 in Snowville) war ein US-amerikanischer Klassischer Philologe.

## Leben
Er erwarb den A.B. in Harvard 1898 und den Ph.D. (Quas partes equi habebant in religionibus Graecorum) Harvard 1901. 1915 wurde er Mitglied der American Academy of Arts and Sciences. Er lehrte als Eliot Professor of Greek Literature von 1937 bis 1943. 

## Schriften (Auswahl)
- mit Albert Andrew Howard: Index verborum C. Suetoni Tranquilli stilique eius proprietatum nonnullarum confecerunt. Cambridge 1922, OCLC 175044038.